# Aeroportul Iqaluit
Aeroportul Iqaluit (IATA: YFB, ICAO: CYFB) este un aeroport din Nunavut, Canada ce deservește zona Iqaluit. Aeroportul a fost tranzitat în 2021 de 98.678 de pasageri. A fost deschis în 1942 și numit după zona deservită.
Situat la o altitudine de 34 m, aeroportul dispune de o singură pistă.